# Gotiska linjen
Gotiska linjen (tyska: Gotenstellung; italienska: Linea Gotica) utgjorde fältmarskalk Albert Kesselrings sista huvudförsvarslinje under de sista faserna av andra världskriget längs de apenninska bergskedjorna i striden mellan de retirerande nazityska trupperna i Italien och de allierades arméer i Italien under befäl av general Sir Harold Alexander.
Hitler var bekymrad över förberedelserna vid den Gotiska linjen: Han befarade att de allierade skulle använda amfibieoperationer för att överflygla dess försvar. För att minska dess betydelse beordrade han att namnet, med dess historiska innebörd, skulle ändras, med argumentet att om de allierade lyckades bryta igenom skulle de inte kunna använda namnet för att framhålla sin seger. Utifrån denna order ändrade Kesselring namnet till "Gröna linjen" (Grüne Linie) i juni 1944.
Gotiska linjen bröts igenom på de den adriatiska och de centralappeninska fronterna under Operation Oliv (också känd som Slaget vid Rimini) under hösten 1944, men Kesselrings trupper lyckades hela tiden retirera i ordnade former och inga avgörande genombrott uppnåddes förrän våroffensiven i Italien 1945. Den 29 april 1945 skrev befälhavaren för den tyska armégrupp C, Heinrich von Vietinghoff, under en kapitulation och striderna i Italien upphörde formellt den 2 maj.
Operation Oliv har beskrivits som det största slaget någonsin i Italien. Över 1 000 000 man deltog i slaget. Slaget antog formen av en dubbel omfattning, utförd av brittiska åttonde armén och amerikanska 5:e armén mot tyska tionde armén och fjortonde armén. Staden Rimini, som tidigare utsatts för luftanfall, besköts med 1 470 000 salvor av de allierades styrkor. Enligt generallöjtnant Sir Oliver Leese, befälhavare för åttonde armén, "Slaget vid Rimini var ett av åttonde arméns hårdaste slag. Striderna var jämförbara med El Alamein, Mareth och Gustav Line (Monte-Cassino)".

## Bakgrund
Efter nästan samtidiga genombrott vid Slaget om Monte Cassino och Anzio våren 1944 hade de elva nationer som representerade de allierade i Italien slutligen en chans att fånga tyskarna i en dubbel omfattning och att genomföra några av Winston Churchills strategiska mål för den långa och kostsamma konflikten mot axelmakternas "buk". Detta skulle ha krävt amerikanska femte armén under befäl av generallöjtnant Mark Wayne Clark att låta större delen av sina Anziotrupper dra sig österut från Cisterna och utföra inneslutningen som förutsetts i den ursprungliga planeringen av landstigningen vid Anzio (det vill säga flankera tyska tionde armén och slita av dessa norra reträttlinje från Cassino. Istället, rädd för att åttonde armén skulle hinna före honom till Rom, avledde Clark en stor del av Anzio-styrkorna i den riktningen i ett försök att säkerställa att han och femte armén skulle få äran av att befria den eviga staden.
Som ett resultat halkade Kesselrings trupper och föll tillbaka norrut medan de bedrev fördröjningsstrid, i slutet av juni på Trasimenelinjen (som gick just söder om Ancona på östkusten, passerade Lago Trasimenos södra stränder nära Perugia och vidare till västkusten söder om Grosseto) och i juli på Arnolinjen (som gick från västkusten längs med en linje efter floden Arno och till de apenninska bergen norr om Arezzo). Det gav tid för att konsolidera den Gotiska linjen, ett 16 kilometer brett bälte av försvarsanläggningar, som sträckte sig från söder om La Spezia på västkusten till Fogliadalen, genom den naturliga försvarsmuren som utgjordes av Apenninerna, vilka sträcker sig nästan från kust till kust 80 kilometer och med höga toppar på upp till 2 100 meter) till Adriatiska havet mellan Pesaro och Ravenna på östkusten. Anläggningarna inkluderade ett stort antal skyttevärn och skyttegravar, 2 376 maskingevärsnästen med korsvis eld, 479 pansarvärnskanoner, granatkastare och överfallspositioner, 120 000 meter taggtråd och kilometervis med stridsvagnshinder. Detta bevisade tyskarnas beslutsamhet att fortsätta strida.

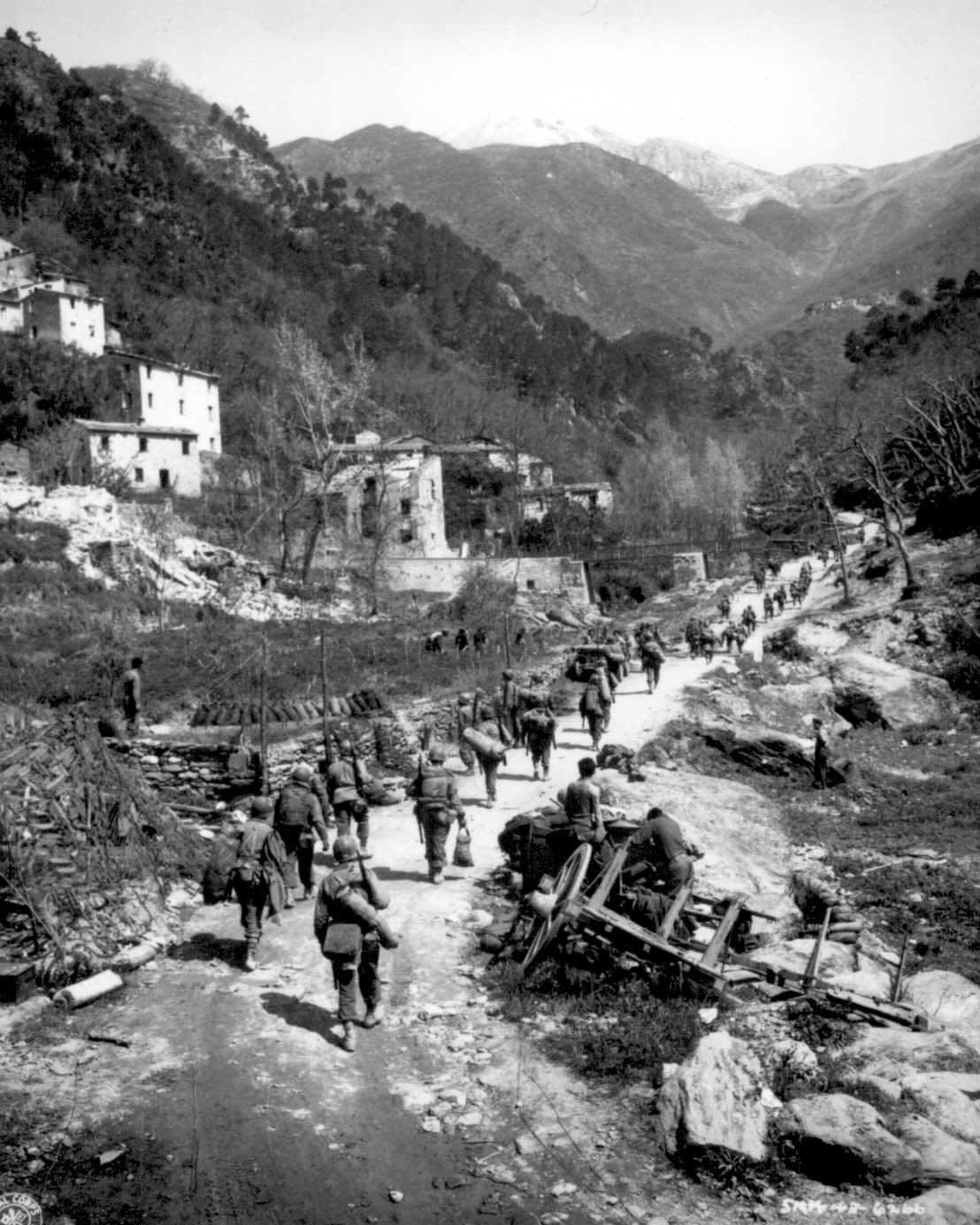
370:e Infanteriregementet marscherar mot bergen norr om Prato, april 1945.

Inte desto mindre var det lyckosamt för de allierade att i detta senare skede av kriget hade de italienska partisanstyrkorna blivit mycket effektiva i att störa de tyska förberedelserna i bergen. I september 1944 kunde inte längre de tyska generalerna röra sig fritt i området bakom huvudlinjerna till följd av partisanverksamhet. Generallöjtnant Fridolin von Senger und Etterlin, befälhavare för tyska XIV. pansarkåren, skrev senare att han hade rest runt i en liten Volkswagen "(visande) inga generalstecken - ingen skärmmössa, inget guld eller röda flaggor...". En av hans kollegor som inte vidtog dessa försiktighetsåtgärder, befälhavaren för Luftwaffes 20:e fältdivision Wilhelm Crisolli, tillfångatogs och dödades av partisaner när han återvände från kårens huvudkvarter.
Försvarskonstruktionerna hindrades av den medvetet dåliga kvalitén på den betong som levererades av lokala italienska fabriker, vilka intogs av partisaner som beblandade sig med de apatiska tvångsarbetarna. Trots detta hade Kesselring strax före de allierades attack förklarat sig vara nöjd med det utförda arbetet, särskilt på den adriatiska sidan där han "...övervägde ett anfall på vänstra flygeln...med en säker tillförsikt".

### Allierad strategi
Den italienska fronten ansågs av de allierade vara av sekundär betydelse i förhållande till offensiven genom Frankrike och detta underströks av tillbakadragandet av sju divisioner av 5:e armén under sommaren 1944 för att delta i landstigningarna i södra Frankrike, Operation Dragoon. Den 5 augusti hade den gemensamma styrkan av 5:e armén och den brittiska 8:e armén minskat från 249 000 till 153 000, och de hade enbart 18 divisioner för att möta de tyska tionde och fjortonde arméernas gemensamma styrka om 14 divisioner plus fyra till sju reservdivisioner.
Trots detta var Winston Churchill och den brittiska militärledningen angelägen om att bryta igenom det tyska försvaret för att öppna vägen till nordöst genom "Ljubljana Gapet" till Österrike och Ungern. Medan detta skulle hota Tyskland bakifrån, var Churchill mer angelägen om att förekomma ryssarnas framryckning in i Centraleuropa. Den amerikanska militärledningen hade starkt motsatt sig denna strategin då de ansåg att den skulle försvaga de allierades fokus i Frankrike. Till följd av de allierades framgångar i Frankrike under sommaren gav den amerikanska militärledningen efter och det nåddes ett färdigt avtal mellan de brittiska och amerikanska militärledningarna vid den andra Quebeckonferensen den 12 september.

### Allierad attackplan
Alexanders ursprungliga plan, som formulerades av fältmarskalken Sir John Harding, var att storma Gotiska linjens central del, där merparten av hans styrkor redan var koncentrerade. Det var den kortaste vägen till hans mål Lombardiet, och som kunde sättas upp snabbt. Han satte ihop en avledande operation för att övertyga tyskarna om att huvudanfallet skulle komma vid den adriatiska fronten. 

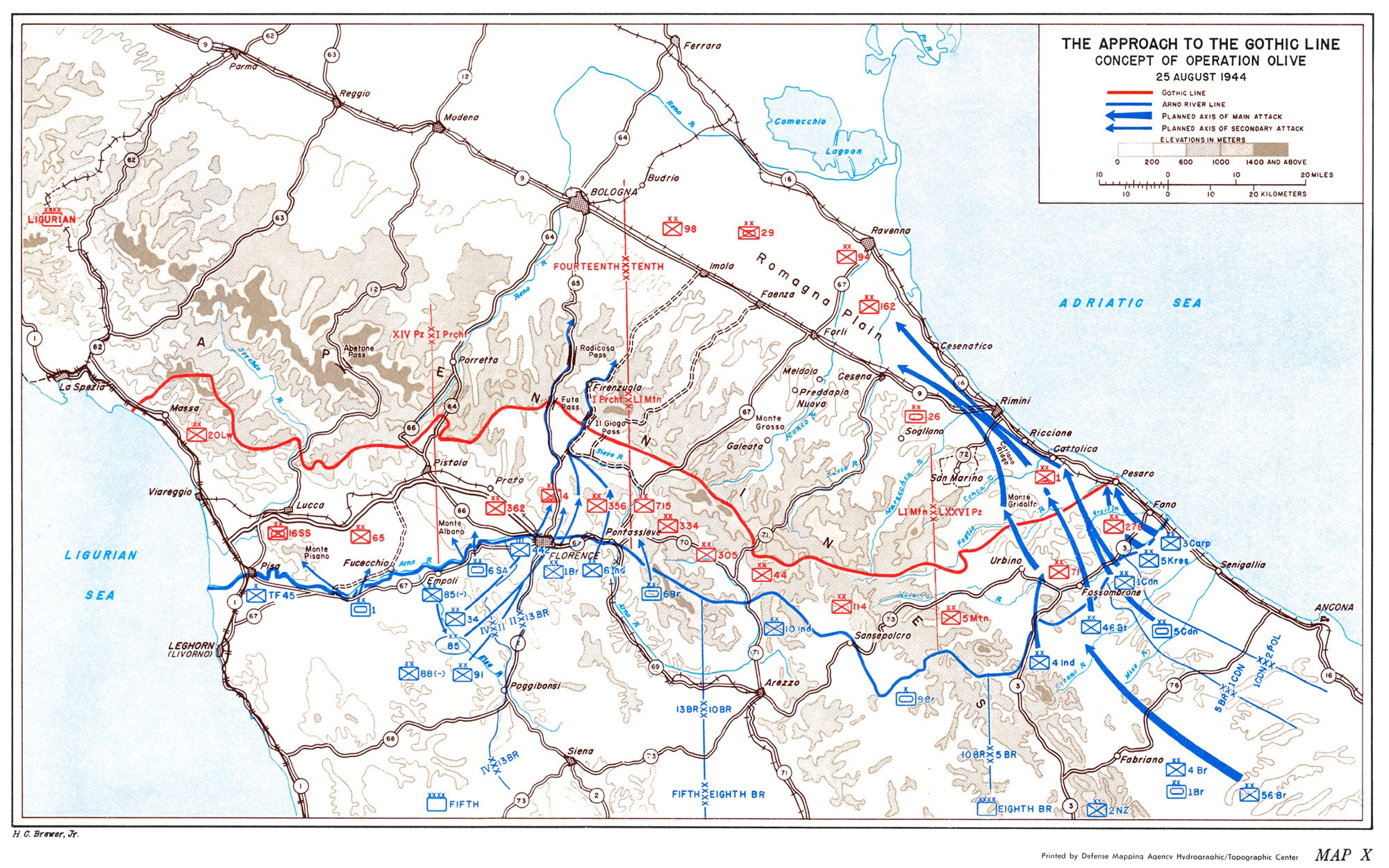
Gotiska linjen, augusti 1944 och Operation Oliv. De mörkblå pilarna representerar huvudsakliga allierade attacker.

Den 4 augusti mötte Alexander åttonde arméns befälhavare Oliver Leese och fick då klart för sig att Leese inte stödde planen. han argumenterade att de allierade hade förlorat sina franska bergstrupper till Operation Dragoon och att den åttonde arméns styrka låg i en taktik som kombinerade infanteri, pansar och artilleri vilka inte kunde användas i de centrala Apenninernas höga berg. Det har också spekulerats i att Leese ogillade att samarbeta med Clark efter den amerikanska femte arméns kontroversiella förflyttning till Rom i slutet av maj och början av juni och önskade att den åttonde armén skulle vinna slaget på egen hand. Han föreslog en överraskningsattack längs den adriatiska kusten. Då Alexanders stabschef Harding inte delade Leeses åsikt och åttonde arméns planeringsstab redan avvisat idén på en adriatisk offensiv (då det skulle bli svårt att samla nödvändig truppkoncentration), var Alexander inte förberedd på att tvinga Leese till att anpassa en plan som var emot hans målvinkel och bedömning och Harding övertalades att ändra uppfattning.
I Operation Oliv, som den nya offensiven benämndes, skulle Leeses åttonde armé anfalla längs adriatiska kusten mot Pesaro och Rimini och dra in de tyska reserverna från det centrala landet. General Clarks amerikanska femte armé skulle sedan anfalla in i de försvagade centrala Apenninerna norr om Florens mot Bologna med brittiska XII. kåren på anfallets högra flank och sprida sig mot kusten för att skapa en dubbel omfattning med åttonde arméns avancemang. Detta innebar att som en förberedande rörelse hade huvuddelen av åttonde armén måst flyttas från centrala Italien till adriatiska kusten, vilket tog två värdefulla veckor, under tiden som en ny avledande underrättelseplan (Operation Ulster) sattes samman för att övertyga Kesselring att huvudattacken skulle ske i centrum.

## Adriatiska fronten (Brittiska åttonde armén)

### Åttonde arméns sammansättning för OperationOliv
Vid kusten hade Leese andra polska kåren med 5:e Kreskowadivisionen i frontlinjen och 3:e Karpatiska divisionen i reserv. Till vänster om polackerna fanns den kanadensiska första kåren som hade 1:a kanadensiska divisionen (med 21:a pansarbrigaden under dess befäl) i frontlinjen och 5:e kanadensiska pansardivisionen i reserv. För öppningsfasen stärktes kårens artilleri med brittiska fjärde infanteridivisionens artilleri. Öster om kanadensarna bemannade brittiska femte kåren med 46:e infanteridivisionen kårens högra frontlinje och indiska fjärde infanteridivisionen dess vänstra. Som reserv fanns 56:e infanteridivisionen, 1:a pansardivisionen, 7:e pansarbrigaden och 25:e arméstridsvagnsbrigaden. Längre bak väntade 4:e infanteridivisionen på order att tränga fram för att förenas med kåren. Åttonde arméns vänstra flank försvarades av tionde kåren med indiska 10:e infanteridivisionen och två pansarbilsregementen, 12:e och 27:e Lancers. Före attacken täcktes den kanadensiska kårens frontlinje av patrullerande polskt kavalleri och femte kårens av patrullerande enheter från den italienska befrielsekåren. I arméreserven fanns andra nyzeeländska divisionen.

### Tyska tionde arméns sammansättning
Mot den åttonde armén stod den tyska arméns LXXVI. Panzerkorps. Ursprungligen hade denna endast tre divisioner: 1. Fallschirmjäger-Division mot polackerna, 71. Infanterie-Division på fallskärmstruppernas högra sida och 278. Infanterie-Division på kårens högra flank på höjderna vilken höll på att understödja 5. Gebirgs-Division. Tionde armén hade ytterligare fem divisioner i LI. Gebirgs-Armeekorps vilken täckte ungefär 50 km av frontlinjen till höger om LXXVI. Panzerkorps och ytterligare två divisioner - 162. (Turk.) Infanterie-Division och 98. Infanterie-Division (ersatt av 29:e pansardivisionen från den 25 augusti) - vilka täckte den adriatiska kusten bakom LXXVI kåren. Utöver det hade Kesselring i sin armégruppsreserv 90. Panzergrenadier-Division och 26. Panzer-Division .

### Åttonde arméns attack
Brittiska åttonde armén korsade floden Metauro och inledde sin attack mot Gotiska linjens utposter den 25 augusti. Den polska andra kåren fanns vid kusten, kanadensiska första kåren fanns vid kustlinjen på polackernas vänstra sida och brittiska femte kåren fanns på höjderna till vänster om kanadensarna. Brittiska tionde kåren fanns på vänstra kanten av åttonde arméns frontstyrka. Då kustlinjen smalnade av nära Pesaro, planerades det att den av förluster och brist på ersättning försvagade polska kåren skulle gå in i arméreserven och att den kanadensiska kåren ensam skulle få ansvaret för kustlinjens front. Tyskarnas togs med sådan överraskning att både von Vietinghof och befälhavaren för fallskärmsdivisionen, Richard Heidrich, var på väg att lämna. De höll på att dra tillbaka sina främsta enheter till Green I-befästningarna i den egentliga Gotiska linjen och Kesselring var osäker på om detta var starten på en större offensiv eller bara åttonde arméns framryckning för att ockupera utrymd mark medan de allierades huvudattack skulle komma på den amerikanska femte arméns front mot Bologna. Den 27 augusti uttryckte han fortfarande sin uppfattning om att attacken var en avledning och skulle därmed inte avsätta några reserver till fronten. Det var inte förrän den 28 augusti, när han såg en erövrad kopia av general Leeses dagorder till sin armé före attacken, som Kesselring insåg att en huvudoffensiv var på gång,  och tre divisioner förstärkningar beordrades från Bologna till den adriatiska fronten, vilka fortfarande behövde åtminstone två dagar för att komma i position. 
Den 30 augusti hade de kanadensiska och brittiska kårerna nått Green I:s huvudförsvarspositioner som följde åsarna längs den bortre sidan av floden Foglia. Genom att ta tillvara fördelen av tyskarnas brist på manskap lyckades kanadensarna tränga igenom och den 3 september hade de avancerat ytterligare 24 km till Green II:s försvarslinje som gick från kusten nära Riccione. De allierade var nära att bryta igenom mot Rimini och Romagnahöjden. Dock hade den tyska LXXVI pansarkåren på tionde arméns vänstra sida dragit sig tillbaka i god ordning bakom Concaflodens linje. Starkt motstånd från kårens första fallskärmsdivision, ledd av Richard Heidrich och understödd av intensiv artillerield från Corianoåsarna på höjderna till höger om kanadensarna fick deras framryckning att stoppa.
Under tiden framskred den brittiska femte kåren i den svårare bergiga terrängen och dess dåliga vägar. Den 3 och 4 september, under tiden som kanadensarna åter igen anföll längs kustslätten, gjorde femte kåren en pansarstöt för att fördriva Corianoryggens försvarare för att nå fram till floden Marano. Detta för att öppna porten mot slätten bortanför, vilken snabbt skulle kunna utnyttjas av pansarvagnar ur den brittiska första pansardivisionen. Efter två dagars hemska strider med stora förluster på båda sidor, var de allierade tvungna att avblåsa sitt anfall och se över sin strategi. General Leese beslutade att överflygla Corianoryggens positioner genom att gå åt väster mot Croce och Gemmano för att nå Maranodalen, vilken böjde sig bakom Corianopositionerna till kusten ungefär tre mil norr om Riccione.

### Strider om  Gemmano och Croce
Slaget om Gemmano har av en del historiker fått smeknamnet "Adriatiska Cassinot". Efter elva anfall mellan den 4 och 13 september - först av brittiska 56:e divisionen och därefter brittiska 46:e divisionen - var det indiska 4:e divisionens tur att efter kraftig bombning göra den tolfte attacken klockan 03:00 den 15 september och slutligen lyckades besegra och säkra de tyska försvarspositionerna. Under tiden, norrut på andra sidan Concadalen pågick ett liknande blodigt slag vid Croce. Den tyska 98:e divisionen höll envist sina positioner och det tog fem dagar av konstant strid, ofta från dörr till dörr innan 56:e divisionen intog Croce.

### Erövrandet av Coriano och avancemanget mot Rimini och San Marino
Med långsamt framåtskridande vid Gemmano beslutade Leese att förnya attacken på Coriano. Efter ett förlamande bombardemang från 700 artilleripjäser och bombflyg, inledde kanadensiska femte pansardivisionen och brittiska första pansardivisionen sin attack natten den 12 september. Corianopositionerna intogs slutligen den 14 september.  
Åter igen var vägen till Rimini öppen. Kesselrings styrkor hade haft stora förluster och de tre divisioner förstärkningar beordrades till den adriatiska fronten skulle inte vara tillgängliga förrän efter minst en dag. Det var inte första gången under det italienska fälttåget som vädret ingrep med ymnigt regn som förvandlade floderna till strida strömmar och stoppade flygets understödjande operationer. Återigen övergick rörelsen till krypande och de tyska försvararna fick möjlighet att reorganisera och förstärka sina positioner vid floden Narano och befästningslinjens utbuktning mot Lombardietslätten slöts. Än en gång mötte den åttonde armén en organiserad försvarslinje - Riminilinjen.
Under tiden, och med Croce och Montescudo säkrade, avancerade åttonde arméns vänsterflygel mot floden Marano och gränsen till San Marino. Tyskarna hade ockuperat det neutrala San Marino tidigare för att dra fördel av de höjder stadsstaten var belägen på. Den 19 september hade staden isolerats och föll i de allierades händer till en relativt liten kostnad. Fem kilometer bortanför San Marino låg Marecchiadalen tvärs över åttonde arméns avancemangslinje och fram till havet vid Rimini.
Till höger bröt de kanadensiska kårerna de tyska positionerna vid floden Ausa och mot Lombardietslätten den 20 september och tredje grekiska bergsbrigaden intog Rimini morgonen den 21 september, samtidigt som tyskarna drog sig tillbaka från sina positioner vid Riminilinjen bakom Ausa till nya positioner vid Marecchia. I alla fall hade Kesselring genom sitt utmärkta försvar vunnit tid fram till höstregnen. Åttonde arméns framåtskridande blev mycket långsamt där lerskred, orsakade av störtregnen, gjorde det svårt att hålla vägarna öppna, vilket orsakade en logistisk mardröm. Slätterna var fulla av vatten och åttonde armén möttes, liksom föregående höst, av på varandra följande översvämmade floder, vilka korsade deras avancemangslinje. Åter igen hindrade omständigheterna åttonde armén från att utnyttja genombrottet och infanteriet från brittiska femte kåren och första kanadensiska kåren (följd av Nyzeeländska andra divisionen) måste slita sig fram medan von Vietinghoff drog tillbaka sina trupper bakom nästa flod bortanför Marecchia, Uso, några mil bortanför Rimini. Positionerna vid Uso drevs vidare den 26 september och åttonde armén nådde nästa flod, Fiumicino, den 29 september. Fyra dagar av kraftigt regn tvingade fram ett uppehåll och vid den tidpunkten besegrades femte kåren och tvingades genomföra en större omorganisation.
sedan inledningen av operation Oliv hade den åttonde armén förlorat 14 000 man och 250 pansarvagnar till följd av fiendeaktioner och 230 av andra anledningar. Till följd av detta måste de brittiska bataljonerna reduceras från fyra till tre kompanier och första pansardivisionen måste upplösas. När åttonde armén i slutet av september gjorde en paus för att reorganisera förflyttades Leese till att leda de allierades landtrupper i Sydostasien och generallöjtnant Richard McCreery förflyttades från sitt befäl över brittiska tionde kåren för att ta över befälet över armén.

## Centralfronten (5:e armén)

### Amerikanska 5:e arméns sammansättning
General Clarks femte armé bestod av tre kårer: Amerikanska fjärde kåren till vänster bestående av amerikanska första pansardivisionen, sydafrikanska sjätte pansardivisionen och två regementsstridsteam ("RCT"), motsvarande 5 000 man var: en av amerikanska 92th Infantry Division (Buffalo Soldiers) och en ana var brasilianska sjätte RCT, den först anlända kontinenten landstyrkor från den brasilianska expeditionsstyrkan; i centrum fanns amerikanska andra kåren 34th Infantry Division, 85th Infantry Division, 88th Infantry Division och 91th Infantry Division understödda av tre stridsvagnsbataljoner); och till höger brittiska XIII kåren (brittiska första infanteridivisionen och kanadensiska första stridsvagnsbrigaden). Liksom åttonde armén var femte armén ansedd att vara väl försedd med pansar med svag beträffande infanteri om man betraktar den terräng de strid i.

### Tysk formering i centrala Apenninerna
I frontlinjen mot Clarks styrkor fanns fem divisioner av general Joachim Lemelsens 14. Armee (20. Luftwaffe-Feld-Division, 16. SS-Panzergrenadier-Division Reichsführer-SS, 65. Infanterie-Division, 362. Infanterie-Division  och 4. Fallschirmjäger-Division) och två divisioner på västra änden av Heinrich von Vietinghoffs 10. Armee (356. Infanterie-Division och 715. Infanterie-Division). I slutet av första veckan i september hade Luftwaffe fältdivisionen och den 356:e infanteridivisionen flyttats till den adriatiska fronten tillsammans med /från arméreserven) den 29. Panzergrenadier-Division och den bepansrade reserven av 26. Panzer-Division. Fjortonde armén var inte av samma kvalité som den tionde: den hade blivit ordentligt nedgjord under tillbakadragandet från Anzio och några av dess ersättningar hade blivit snabbt och otillräckligt utbildade.

### Allierad plan
Clarks plan för andra kåren var att slå längs vägen från Florens till Firenzuola och Imola genom Il Giogopasset för att överflygla det massiva försvaret vid Futapasset (längs huvudvägen mellan Florens och Bologna) medan brittiska XIII kåren på deras högra sida skulle avancera genom Gotiska linjen för att skära väg 9 (och därmed Kesselrings sidokommunikation) vid Faenza. Överföringen av 356:e divisionen till Adriatiska havet försvagade försvaret runt Il Giogopasset, vilket redan var ett potentiellt svagt område, och som befann sig på gränsen mellan de tyska tionde och fjortonde arméerna.

### Slaget
Under sista veckan i augusti började amerikanska andra kåren och brittiska XIII kåren röra sig upp i bergen för att inta positioner för huvudanfallet mot den Gotiska linjens försvar. En del häftigt motstånd möttes från förposter men i slutet av första veckan i september, när omorganisationen hade genomförts efter tillbakadragandet av tre divisioner för att förstärka den pressade adriatiska fronten, drog sig tyskarna tillbaka till Gotiska linjens huvudförsvar. Efter en artilleribombning inleddes amerikanska femte arméns huvudanfall i skymningen den 12 september.

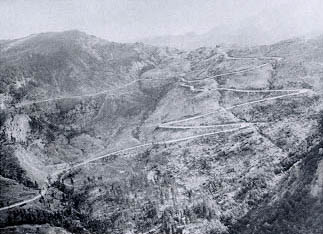
Toppen av Il Giogopasset i Gotiska linjen, mot norr.

Framåtskridandet vid II Giogopasset var långsamt, men på andra kårens högra sida hade brittiska XIII kåren bättre framgång. Clark tog chansen att använda delar av andra kårens reserver (337:e infanteriet) för att utnyttja XIII kårens framgång. Understött av både amerikanskt och brittiskt artilleri anföll infanteriet den 17 september och kämpade vidare mot Monte Pratone, omkring 3-5 km öster om Il Giogopasset och dess nyckelposition i Gotiska linjen. Under tiden förnyade amerikanska andra kåren sitt anfall på Monte Altuzzo, vilket dominerade den östra sidan av Il Giogopasset. Altuzzopositionerna föll på morgonen den 17 september efter fem dagars strid. Erövrandet av Altuzzo och Pratone, liksom Monte Verruca mellan dem, gjorde att det starka försvaret av Futapasset överflyglades, och Lemelsen var tvungen att dra sig tillbaka och passet kunde därmed tas efter lätta strider den 22 september.
Till vänster hade femte arméns fjärde kår kämpat sig fram till den huvudsakliga Gotiska linjen: brasilianska 6:e RCT hade tagit Massarosa och den 18 september tog de också Camaiore och andra mindre städer på vägen norrut. Denna enhet hade redan erövrat Monte Prano och kontrollerade Serchiodalsregionen utan att lida några större förluster under de tio dagarnas strider.
På femte arméns yttersta högerflank, till höger om XIII:e kårens front, kämpade åttonde indiska infanteridivisionen över spårlös mark och intog Femina Morta höjderna och brittiska sjätte pansardivisionen hade tagit San Godenzopasset längs väg 67 till Forli, båda den 18 september. 
I detta läge beslutade Clark, med det långsamma framskridandet på den adriatiska fronten, att Bologna skulle vara alltför långt västerut längs väg 9 för att fånga den tyska tionde armén. han beslutade därför att låta huvuddelen av andra kåren tränga sig vidare österut mot Imola medan XIII kåren skulle fortsätta att trycka på till höger mot Faenza. Trots att de kommit igenom Gotiska linjen fann femte armén, liksom åttonde armén gjort före dem, terrängen bortanför och dess försvar ännu svårare. Mellan den 21 september och 3 oktober hade amerikanska 88:e divisionen stridit sig fram till ett stillastående längs vägen till Imola och förlorat 2 105 man - ungefär lika många som hela återstående delen av andra kåren under det aktuella genombrottet av Gotiska linjen.
Striderna mot Imola hade dragit tyska trupper från försvaret av Bolgna och Clark beslutade att växla sin huvudoffensiv tillbaka mot Bolognaxeln. Amerikanska andra kåren tryckte ständigt genom Raticosapasset och den 2 oktober hade de nått Monghidoro omkring 20 kilometer från Bologna. Liksom vid adriatiska kusten hade vädret brutit löst och regnet och låga moln omöjliggjort luftunderstöd medan vägarna till de mer avlägsna förråden nära Florence blev moras.
Den 5 oktober förnyade amerikanska andra kåren sin offensiv längs den 22 kilometer långa fronten gränslande väg 65 mot Bologna. Den stöddes på sin högra flank av brittiska XIII kåren inklusive brittiska 78:e infanteridivisionen, som nyligen återvänt till Italien efter tre månaders vila i Egypten. Gradvis framgång gjordes mot hårt motstånd när tyska fjortonde armén flyttade trupper från den lugnare sektorn mitt emot amerikanska fjärde kåren. Den 9 oktober anföll de det massivets 450 m höga lodräta sluttning bakom Livergnano som föreföll oöverstiglig. Vädret klarnade upp på morgonen den 10 oktober och gjorde artilleri och luftunderstöd möjligt. Trots det dröjde det till slutet av den 15 oktober innan sluttningen kunde säkras. Till höger om den amerikanska andra kåren upplevde brittiska XIII kåren likaså hårda strider i en lika svår terräng. 

## Tiden rinner ut för de allierade
Under andra hälften av oktober blev det alltmer uppenbart för general Alexander att trots de tunga striderna i den vattendränkta Romagnaslätten och de strömmande bergen i centrala Apenninerna, med hösten långt framskriden och utmattning och stridsförluster som alltmer påverkade hans truppers förmågor, skulle inget genombrott kunna ske förrän vårvädret återvände.
På den adriatiska fronten hade åttonde arméns framåtskridande återupptagits på dess vänstra flygel genom foten av Apenninerna mot Forli längs väg 9. Den 5 oktober hade tionde indiska infanteridivisionen, som övergått från brittiska tionde kåren till brittiska femte kåren, korsat floden Fiumicino högt upp i bergen och vänt den tyska försvarslinjen längs floden och tvingat den tyska tionde arméns enheter nedströms för att dra sig tillbaka mot Bologna. Paradoxalt nog hjälpte detta Kesselring eftersom det förkortade fronten han måste försvara och förkortade avståndet mellan de två arméerna, vilket gav honom större flexibilitet att växla enheter mellan de två fronterna. Medan de fortsatte sitt tryck längs väg 9 korsade brittiska femte kåren den 21 oktober floden Savio som flyter nordöst ut genom Cesena till Adriatiska havet och den 25 oktober närmade de sig floden Ronco, ungefär 16 kilometer bortom Savio, bakom vilken tyskarna dragit sig tillbaka. I slutet av månaden hade avancemanget nått Forli, halvvägs till Rimini och Bologna. 
Att bryta tyska arméns sidokommunikation kvarstod som huvudmålet. Kesselring sade senare att om fronten söder om Bologna inte hade kunnat hållas i mitten av oktober, så hade alla tyska positioner öster om Bologna "...automatiskt försvunnit.". Alexander och Clark hade därför beslutat att göra ett sista tryck mot Bologna innan vintern tog sitt grepp om fronten. 
Den 16 oktober hade amerikanska femte armén samlat sig för en sista ansträngning för att inta Bologna. De allierade arméerna i Italien led brist på ammunition till följd av en global reducering av de allierades ammunitionsproduktion för att föregripa det slutliga besegrandet av Tyskland. Femte arméns batterier ransonerades i en sådan omfattning att det totala antalet salvor som avlossades under sista veckan i oktober var mindre än antalet avlossade under åtta timmar den 2 oktober. Inte desto mindre fortsatte amerikanska andra kåren och brittiska XIII kåren de kommande elva dagarna. I centrum längs huvudvägen till Bologna gjordes små framsteg. Till höger var framstegen bättre och den 20 oktober tog amerikanska 88:e divisionen tag i Monte Grande, endast 6,5 km från väg 9, och tre dagar senare stormade brittiska 78:e divisionen Monte Spaduro. De återstående sex kilometerna gick över svår terräng och återtogs av tre av de bästa tyska divisionerna i Italien, vilka Kesselring lyckats dra tillbaka från Romagna till följd av hans förkortade front: 29:e pansargrenadjärdivisionen, 90:e pansargrenadjärdivisionen och första fallskärmsjägardivisionen. Den 28 oktober hade den allierade offensiven tagit slut och den amerikanska femte armén var tvungen att tillbringa vintern i bergen och vänta på bättre väder.
Brittiska åttonde armén höll väg 9 vid Forli och fortsatte en understödjande aktion upp längs adriatiska kusten och ta Ravenna den 5 december. Tidigt i november återupptogs trycket längs väg 9, floden Montone precis bortom Forli korsades den 9 november. Trots det, var framskridandet tufft och floden Cosina, ungefär 5 km längre fram längs väg 9, korsades först den 23 november. Den 17 december hade floden Lamone anfallits och Faenza rensats. Tyska tionde armén etablerade sig på floden Senios bankar vilken flöt tvärs över åttonde arméns framskridande just bortanför Faenza ner till Adriatiska havet norr om Ravenna. Med snö som föll och vintern i fast grepp var alla försök att korsa Senio utom diskussion och åttonde arméns 1944 års fälttåg hade kommit till ett slut.
Sent i december använde tyskarna en italiensk styrka bestående av enheter från italienska Monterosadivisionen för att attackera amerikanska femte arméns vänstra flank i Serchiodalen framför Lucca för att nagla fast allierade enheter där vilka annars kanske hade förflyttats till centralfronten (slaget vid Garfagnana). Två brigader från indiska åttonde infanteridivisionen flyttades snabbt över Apenninerna för att förstärka amerikanska 92:a infanteridivisionen. När förstärkningarna hade anlänt hade axelmakternas styrkor brutit igenom för att ta Barga men avgörande ingripande av den indiska divisionens generalmajor Dudley Russell stoppade avancemanget och situationen stabiliserades och Barga återtogs på nyåret.